# 歐文 (伊利諾伊州)
歐文（英語：Irving）是位於美國伊利諾伊州蒙哥馬利縣的一個村落。

## 地理
歐文的座標為39°12′21″N 89°24′19″W / 39.20583°N 89.40528°W，而該地最高點為海拔高度199米（即652英尺）。

## 人口
根據2010年美國人口普查的數據，歐文的面積為2.18平方千米，當中陸地面積為2.18平方千米，而水域面積為0.00平方千米。當地共有人口495人，而人口密度為每平方千米227人。